# Luire (affluent de la Creuse)
Pour les articles homonymes, voir Luire.
La Luire est un cours d'eau du département de la Vienne  dans la région Nouvelle-Aquitaine, et un affluent gauche de la Creuse, donc un sous-affluent de la Loire par la Vienne.

## Géographie
De 15. kilomètres de longueur, la Luire prend sa source sur la commune de Pleumartin à 135 mètres d'altitude, au lieu-dit la Belle Indienne.
Elle coule globalement du sud vers le nord. La Luire traverse des étangs près des lieux-dits le Grand-Esart, le Roussillon, et Verlet.
La Luire conflue en rive gauche de la Creuse sur la commune de Lésigny, à 58 mètres d'altitude.
Les cours d'eau voisins sont la Creuse au nord et au nord-ouest, la Gartempe à l'est et au sud-est, l'Ozon au sud, l'Ozon de Chenevelles 14 km affluent de l'Ozon au sud-ouest, le Moury affluent de l'Ozon à l'ouest, le ruisseau des Martinières affluent de la Vienne au nord-ouest.

### Communes et cantons traversés
Dans le seul département de la Vienne (nn), la Luire traverse les cinq communes, suivantes, dans le sens amont vers aval, de Pleumartin (source), Leigné-les-Bois, La Roche-Posay, Coussay-les-Bois, Lésigny, (confluence).
Soit en termes de cantons, la Luire traverse un seul canton, prend source et conflue dans le même canton de Châtellerault-3, le tout dans l'arrondissement de Châtellerault.

### Bassin versant
La superficie du bassin versant La Luire & ses affluents (L601) est de 100 km2. Le bassin versant est composé 70,87 % de « territoires agricoles », à 27,47 % de « forêts et milieux semi-naturels », et à 1,22 % de « territoires artificialisés ».

## Affluents
La Luire a deux petits tronçons affluents référencés :
- ? (rg), 1,5 km, sur la seule commune de Pleumartin près des lieux-dits le Bouchet, la Moujonnerie et l'Huilerie.
- ? (rd), 1 km, sur la seule commune de Coussay-les-Bois près du lieu-dit la Beganderie.

Le rang de Strahler est donc de deux.

## Aménagements et écologie
On rencontre sur son cours les lieux-dits le Grand Gué, le Petit Moulin et le moulin Créchet.